# Liste der Kulturdenkmäler in Olzheim
In der Liste der Kulturdenkmäler in Olzheim sind alle Kulturdenkmäler der rheinland-pfälzischen Ortsgemeinde Olzheim einschließlich des Ortsteils Knaufspesch aufgeführt. Grundlage ist die Denkmalliste des Landes Rheinland-Pfalz (Stand: 27. Juni 2022).

## Einzeldenkmäler
| Bezeichnung                          | Lage                                             | Baujahr                  | Beschreibung | Bild                           |
| ------------------------------------ | ------------------------------------------------ | ------------------------ | --- | ------------------------------ |
| Brictiushäuschen                     | Hauptstraße Lage                                 | 15. oder 16. Jahrhundert | spätgotisches Heiligenhäuschen, Sandstein | Fotos hochladen                |
| Katholische Pfarrkirche St. Brictius | Hauptstraße Lage                                 | 1922/23                  | Saalbau mit Walmdach, Reformarchitektur, 1922/23, Architekt Buchholz, Trier, Barockportal, bezeichnet 1705, freistehender Turm, 1964 vollendet, Außenmauern des spätgotischen Chors | weitere Bilder Fotos hochladen |
| Wegekreuz                            | Hauptstraße, bei Nr. 35 Lage                     | 1822                     | historisierendes Sockelkreuz, bezeichnet 1872, Fundamentstein bezeichnet 1822 | Fotos hochladen                |
| Mühle                                | Mühlenweg 2 Lage                                 | 17. Jahrhundert          | ehemalige Mühle; Flurküchenhaus, im Kern eventuell aus dem 17. Jahrhundert, Umbauten um 1800 und bezeichnet 1886                                                                    | BW                             |
| Wegekreuz                            | Vennstraße Lage                                  | 1822                     | nachbarockes Schaftkreuz, bezeichnet 1822 | BW                             |
| Afelskreuz                           | südlich des Ortes Lage                           | 1613                     | nachgotisches Nischenkreuz, bezeichnet 1613, teilweise ergänzt | Fotos hochladen                |
| Wegekreuz                            | Knaufspesch, Prümer Straße, gegenüber Nr. 3 Lage | 1866                     | neugotisches Sockelkreuz, bezeichnet 1866, Abschlusskreuz neu | BW                             |